# 紙芝居文化の会
紙芝居文化の会（かみしばいぶんかのかい）は、日本、および海外54の国と地域におよそ900の会員を有している紙芝居の団体。
文化としての紙芝居を研究し、学びあい、世界中に根づかせていくために、紙芝居を、より深く研究し、学び、そして演じあうことをとおして、日本および世界の人びとと交流することをめざしている。

## 概説
紙芝居文化の会は、設立の趣意を、次のように説明している。

## 目的
紙芝居文化の会は、その団体の目的を、次のように説明している。
紙芝居文化の会は、紙芝居の理論を学ぶことを、活動の土台においている。日本人が創りだした紙芝居は独特な「形式」を持ち、この形式から紙芝居の「特性」が生まれ、「共感の感性」を育むということを、講座や会報を通して伝えている。紙芝居は演じてこそ、作品の世界を届けることができるとして、演じ方においては、「作品の奥底にあるものを考え、紙芝居の特性を生かす」演じ方を広めている。紙芝居の選び方では、「生きる意味と喜び」が追求され、深められている内容の作品を勧めている。紙芝居講座では、講師も受講者も実際に演じることを大切にし、作品の世界を観客と共感するために、三面開きの舞台の使用、コミュニケーション、画面の抜きと差込み等を、具体的に学び、「紙芝居文化として演じる」ことを示している。

## 組織
運営体制  
- 所在地（事務局）：東京都三鷹市井の頭
- 代表：酒井京子（童心社会長）
- 運営委員：30名（任期3年）
- 統括委員等：広報統括委員、国内統括委員、海外統括委員、事務局
- 監査：2名

 会員  
- 国内：47都道府県に、個人会員557、団体・法人会員13
- 海外：世界54の国と地域に、個人会員284、団体・法人会員20

 歴代代表  
- まついのりこ 紙芝居・絵本作家（初代 2001.12 - 2013.11 ）
- 酒井京子 童心社会長（第2代 2013.12 - ）

## 沿革
、、、

### 概要
紙芝居文化の会は、紙芝居の理論研究を行った「紙芝居理論の会」メンバーと、紙芝居を文化として追求しようとする、日本各地の人々と童心社が開いた「出前紙芝居大学」の主催者が、発起人となって、2001年12月に創立された。それ以降、紙芝居を日本独自の文化財と位置づけ、紙芝居ならではの特性をもった優れた作品を、紙芝居の独自性を生かすように演じることを、日本と海外に広めていく。また、戦争宣伝に悪用された紙芝居の歴史に向き合い、紙芝居を通じて平和の大切さを伝える活動を続けている。そして、紙芝居の理論を土台とし、一人ひとりが実践を学ぶ、新しい紙芝居運動を創り出している。

### 紙芝居を取り巻く状況と紙芝居文化の会創立まで
- 1930年頃 世界大恐慌下、日本人により手書きの街頭紙芝居として誕生。街頭紙芝居は駄菓子を売るための人集めの道具だった。
- 1935年 キリスト教紙芝居、幼稚園紙芝居、教材紙芝居などの紙芝居出版が始まる。
- 1938年 松永健哉らが「日本教育紙芝居協会」を設立。
- 1941年頃 戦争宣伝のための紙芝居出版が国策としてさかんに行われるようになる。「日本教育画劇株式会社」が設立され、戦争賛美の紙芝居が大量に印刷される。
- 1943年 出版されるものはすべて戦意高揚のための国策紙芝居となり、年間70万〜80万部も発行された。
- 1946年頃 敗戦による経済混乱のなか、街頭紙芝居が復活。多くは、戦争による失業者の日銭稼ぎのためであった。
- 1948年 戦後の文化運動のなかで教育紙芝居出版が始まり、「民主紙芝居人集団（後の教育紙芝居研究会）」創立。
- 1955年 教育紙芝居研究会は運動･研究・出版と様々な活動を展開したが、資金面でいきづまり継続不能となる。
- 1957年 教育紙芝居研究会の活動を引き継ぎ、紙芝居の出版社として童心社が創立される。作家による出版紙芝居の流れがつくられる。
- 1960年頃 公共図書館での出版紙芝居の貸し出しが始まる。テレビの出現と普及により、街頭紙芝居が衰退。
- 1962年　紙芝居の賞「五山賞」制定される。
- 1970年頃 国内での絵本の出版が盛んになり、市民活動の中で多数の紙芝居サークルが生まれる。
- 1983年 紙芝居の独自性を追求し、観客が参加する作品世界を切り拓いた、まついのりこが『おおきく おおきく おおきくなあれ』（童心社）を 刊行。
- 1991年 ベトナムでの紙芝居講座が始まる。「日本・ベトナム紙芝居交流会」が十年に渡る交流を続ける[23][24]。
- 1993年頃 まついのりこ、酒井京子など、紙芝居に熱い思いを寄せる十数人が集まり、2000点近い童心社の既刊の紙芝居を見ていき、すぐれた作品を掘り起こし、紙芝居作品の奥底で光るものが何か、という追求を始める。この人々によって、紙芝居の本質―理論を求めて「紙芝居理論の会」がつくられ、月1回の研究が積み重ねられる。
- 1998年 初めての紙芝居の理論書『紙芝居・共感のよろこび』(まついのりこ著/童心社刊)が刊行される。
- 1999年 紙芝居を文化として追求しようとする、日本各地の人々と童心社が主催する「出前紙芝居大学」が始まる。理論から演じ方までを学びあう、新しい形の紙芝居活動を展開していく。
- 2000年頃 オランダ、イタリア、ラオスなど、ヨーロッパやアジアで紙芝居の交流や講座が開かれ「KAMISHIBAI」への関心が少しずつ世界で広がり始める。
- 2001年 「出前紙芝居大学」主催者と「紙芝居理論の会」メンバーが発起人となって、「紙芝居文化の会」を創立。紙芝居を日本独自の文化財と位置づけ、文化としての紙芝居を研究し、学び合い、日本と世界に根づかせる運動を続けている。

## 活動
児童文化活動や図書館運動に携わる人、編集者、作家、大学教授、教師、保育士、司書、書店主宰者、翻訳家など、多様な分野の運営委員が中心となって活動している。国内年2回の紙芝居講座のほか、連続講座、海外での講座、国内・海外会報の発行、おすすめ紙芝居マラソン、平和の紙芝居リレー、講師の派遣など、さまざまな活動を行なっている。

### 日本国内
- 紙芝居講座[25]
  - 定期講座：総会と合わせて2日間の東京での紙芝居講座と、国内各地での紙芝居講座を毎年各1回開催している。各地での紙芝居講座は、今までに、長崎県、大分県、滋賀県、静岡県、愛知県、福岡県、宮城県、福島県、和歌山県、三重県、岩手県、埼玉県などにて開催している（重複県あり）[26]。
  - 連続講座：紙芝居の重要なテーマを「少人数」で「年6回連続」して受講者が演じながら学ぶ。東京で開催。
  - 創作講座：紙芝居の理論と創り方を学び、受講者が自分の作品を創り上げる。「年6回連続」東京で開催。
  - 各地連続講座：東京で開催している年6回の連続講座を年3回に集約して、各地で開催している。
- 会報：年2回、6月と12月に会報を発行。

- 世界KAMISHIBAIの日：紙芝居文化の会創立日の12月7日を「世界KAMISHIABIの日」（日本記念日協会認定）とし、世界中で紙芝居を演じ、平和を希求することを提唱している[27]。紙芝居を通じて国内はもちろん国際交流も深めたいとの思いから記念日名に「KAMISHIBAI」と表記した[28]。

- 平和の紙芝居リレー：「紙芝居で平和のバトンをつなごう」と呼びかけ、平和のために紙芝居を演じることを、会員がリレーで開催している。20作品や三面開きの舞台を貸し出している[29]。

- 講師派遣
  - 各地の図書館などでの紙芝居講座[30]
  - JPIC（一般財団法人出版文化産業振興財団）「読みきかせサポーター実践講座」での紙芝居講座[31]

### 海外
- 紙芝居講座：2002年から2019年にかけて、フランス、ドイツ、スイス、ベトナム、インド、スペイン、中国、マレーシア、イタリア、インドネシア、シンガポール、韓国、オランダ、タイ、スロベニア、メキシコ、ペルー、ベルギーなど、18以上の国と地域にて40回以上の海外での紙芝居講座の開催や実演、講師派遣などを行っている[32]。
- 会報：2004年より年1回、英文会報 Kamishibai Newsletterを発行[33]。2015年以降は電子版として発行を続ける。

## 紙芝居文化の会が果たしてきたこと
、、

### 紙芝居を優れた児童文化として位置づけた
紙芝居の「特性」は、作品の世界が現実の空間に出ていき広がり、観客が共感によって作品の世界を自分自身のものにしていくという「理論」を広め、紙芝居を日本独自の文化財として位置づけた。作品研究の中から、優れた作品を選定し、理論を土台とした「演じ方」の実践を推奨した。「個の感性を育む」絵本とともに、「共感の感性」を育む紙芝居は、どちらも、人間が人間らしく生きていくために、車の両輪のように大切で必要なものと呼びかけ、絵本に比べて価値が認められていなかった紙芝居を、優れた児童文化として育てた。

### 歴史研究と作品研究の中から平和の大切さを伝える
アジア・太平洋戦争の時、紙芝居が戦争協力に利用された事実と向き合い、紙芝居が二度と戦争や平和を乱すことに使われてはならないと考えている。このことを踏まえ、紙芝居作品の内容を考えることが必要だとして、作品研究を重ね「おすすめ紙芝居」を選定。「マイ紙芝居をもちましょう！」と呼びかけ、一人ひとりが自ら、優れた作品を演じ広めていくことを勧めている。そして紙芝居を通して平和の大切さを伝え、人間の幸せのために紙芝居を演じることを発展させている。

### 紙芝居を世界へ
創立当初の2002年6月に255であった国内会員は、2020年6月に570に、海外会員は54の国と地域で、2020年6月に304となり、紙芝居の理論を学びたい、作品を深める演じ方をしたいと願う人たちを結集している。また、子どもの本を愛しその普及に携わってきた人びとにも、紙芝居の本質とその素晴らしさを伝えている。そして、日本において狭い紙芝居関係者だけのものであった紙芝居を世界へ広げた。。
また、オランダにおいては、カリン・ウァンローイ（Karin Wanrooij）、スペインにおいては、 カルメン・アルダマ・ヒメネス（Carmen Aldama Jiménez）　など、紙芝居文化の会の講座で紙芝居の理論を学んだ人たちにより、海外で理論書が出版されている。

### これまでにない紙芝居講座の創造
講座では紙芝居理論の学びの場と参加者自身の実演の場があり、自分の実演に対する講師の感想や意見を聞く体験を通し、参加者は自分らしい演じ方を発見することができる。表面的な面白さやウケをねらうことではなく、特別な技術ではなく、誰でもできる演じ方の中で、作品の世界を輝かせた時、「演じるよろこび」が生まれるとしている。毎年、講座の受講者の中から紙芝居の自主学習グループが誕生し、会の活動は、こうしたたくさんのグループが発揮する大きな力に支えられている。

### 社会的な状況の中から、紙芝居の役割をとらえる努力
紙芝居文化が社会の中でどんな役割を担っているのかを認識することが大切だと考え、紙芝居講座に教育学者、国文学者、大学教授などの講師を迎え、社会・政治・自然等の私たちを取り巻く状況について学ぶ。そして紙芝居の社会的位置付けを研究する努力を行っている。
紙芝居講座での講演者は、2004年：田畑精一（絵本、紙芝居作家）、2005年：古田足日（児童文学作家・評論家）、2013年：大田堯（教育学者、日本子どもを守る会会長・都留文科大学学長・日本教育学会会長など歴任）、2014年：アーサー・ビナード（詩人・俳人、随筆家、翻訳家）、2015年：汐見稔幸（白梅学園大学学長・東京大学名誉教授）、2016年：田畑精一（絵本、紙芝居作家）、2017年：小森陽一（国文学者、東京大学大学院総合文化研究科・教養学部教授）、2018年：広瀬恒子（親子読書地域文庫全国連絡会）、2019年：早乙女勝元（児童文学作家）などである。

## 関連書籍
- 『紙芝居・共感のよろこび』まついのりこ/著、童心社、1998.9、ISBN 978-4494022359
- 『紙芝居の演じ方 Q＆A』まついのりこ/文・絵、童心社、2006.10、ISBN 978-4494022366
- 『紙芝居百科』紙芝居文化の会/企画制作、童心社、2017.11、ISBN 978-4-494-01400-2

### 注記
1. ↑  会員数は個人は人数、団体は団体数（所属人数不明）のため、総数において「人」等の単位は付けていない。
2. ↑  『Kamishibai: de magie van het vertelkastje』Karin Wanrooij、Kinderhart Kamishibai/著、2006.3、NBD/Biblion、ISBN 978-9054835301
3. ↑  『Taller de kamishibai』Carmen Aldama Jiménez/著、Leer-E (bitarte)、2015.5、ISBN 978-8490717813、『KAMISHIBAI, EL』Carmen Aldama Jiménez/著、Leer-E (bitarte)、2015.5、ISBN 978-8490717806
4. ↑  紙芝居文化の会 最近・年間の活動「各地の活動」紹介、2020年7月10日閲覧。